# Porcelana kostna

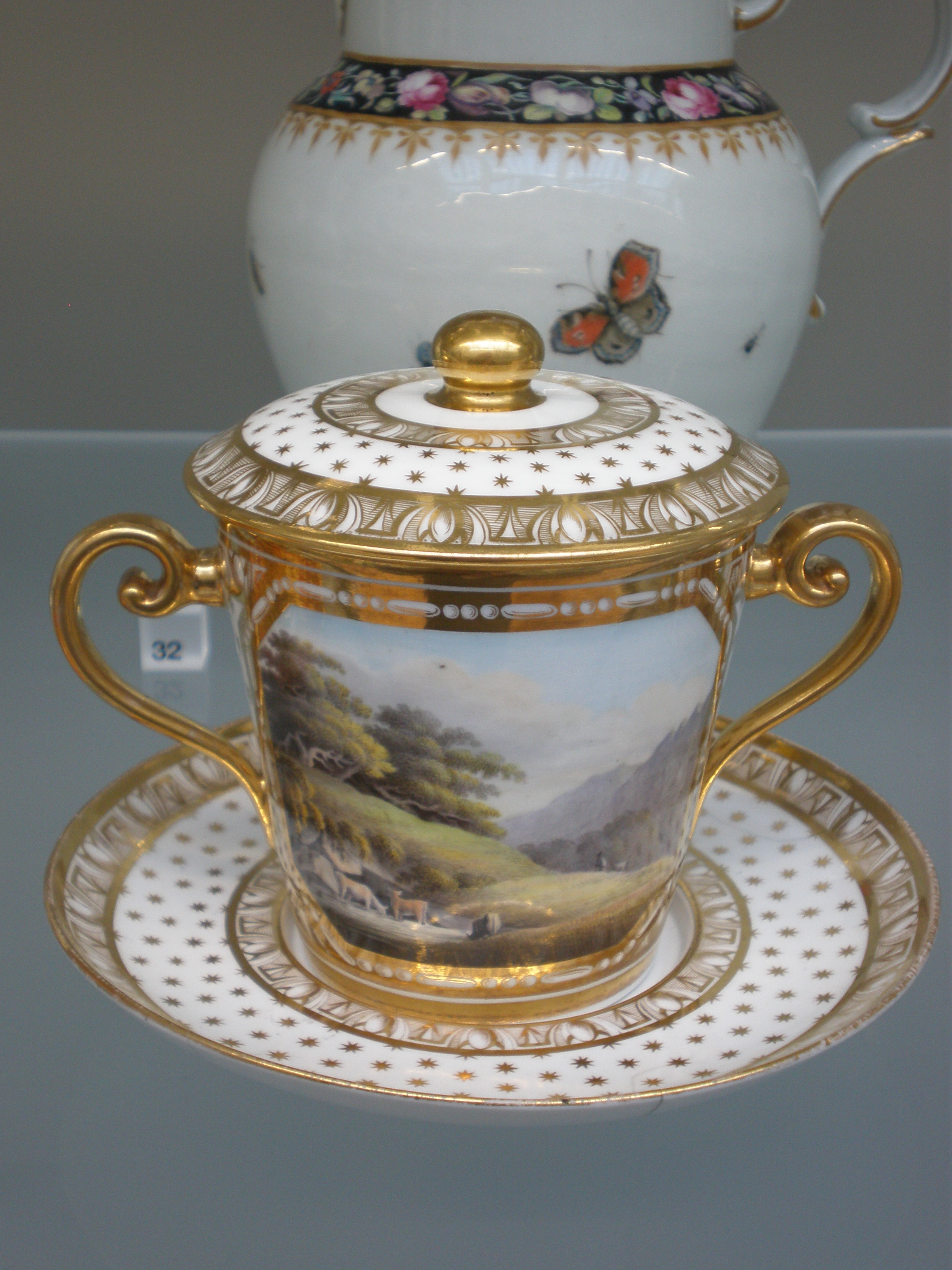
Naczynia wykonane z porcelany kostnej

Porcelana kostna − rodzaj porcelany, produkowanej ze spopielonych kości bydła, skalenia i kaolinu.
Jako pierwszy porcelanę kostną opracował w 1745 roku Thomas Frye, jednak nie odniosła ona sukcesu komercyjnego. Następnie produkował ją garncarz Josiah Spode, który rozwinął w latach 1789-1793 udaną finansowo produkcję w oparciu o proporcję 2 części popiołu kostnego, 1 część skalenia i 1 część kaolinu. Porcelana kostna wyróżnia się wysokim poziomem bieli i przejrzystości oraz wytrzymałością mechaniczną. Jest produkowana do czasów obecnych.